# Helmut Heeren
Helmut Heeren (* 28. Dezember 1942 in Bremen; † 2. Juni 1999) war ein deutscher Fußballspieler und Gründer einer Bremer Schriftsatzfirma.

## Karriere
Der im Stadtteil Findorff aufgewachsene Helmut Heeren spielte bis einschließlich der Saison 1963/64 bei den Lila-Weißen von Eintracht Bremen in der Amateurliga Bremen. Zur Saison 1964/65 nahm in der Bundesligaabsteiger Preußen Münster für die Fußball-Regionalliga West unter Vertrag. Zur Elf von Trainer Richard Schneider kamen auch noch die weiteren Neuzugänge Klaus Ackermann, Bernd Gerstner, Werner Schütte und  Ernst Tippelt. Der Mann aus Bremen debütierte am 15. November 1964 beim 3:2-Auswärtserfolg gegen den STV Horst Emscher in der damals zweitklassigen Regionalliga. Er spielte im WM-System auf Halblinks und Manfred Pohlschmidt erzielte die drei Tore für Münster. Acht Tage später, am 22. November, zeichnete sich Heeren beim 2:1-Heimerfolg gegen Eintracht Gelsenkirchen als zweifacher Torschütze aus. In seiner ersten Regionalligasaison absolvierte er 18 Spiele und erzielte sieben Tore. In der zweiten Saison, 1965/66, kamen mit Erwin Kostedde, Dieter Reh und Rainer Schönwälder drei neue Kräfte für die Offensive hinzu. Münster erreichte den sechsten Platz und Heeren hatte in 24 Spielen vier Tore beigesteuert. Zur Saison 1966/67 schloss er sich dem VfB Oldenburg in der Fußball-Regionalliga Nord an.
Bei den Blau-Weißen vom Stadion Donnerschwee gehörte er unter Trainer Erich Hänel mit 31 Ligaspielen der Stammbesetzung an und profilierte sich mit 14 Treffern an der Seite von Mitspieler Helmut Mrosla auch als gefährlicher Torschütze. In seiner zweiten Oldenburger Saison, 1967/68, konnte er unter Trainer Emil Iszo diese Quote nicht wiederholen, aber mit 23 Spielen und acht Toren machte er trotzdem die Bundesliga auf sich aufmerksam. Zur Saison 1968/69 unterschrieb er einen Vertrag in der Bundesliga bei Borussia Dortmund.
„Pico“ Heeren debütierte am 4. September 1968 bei der 1:2-Auswärtsniederlage gegen München 1860 in der Bundesliga. Trainer Oswald Pfau wechselte ihn in der 76. Minute für Reinhold Wosab ein. Dortmund kämpfte in dieser Runde extrem gegen den Abstieg und konnte diesen nur knapp mit dem 16. Rang verhindern. Dazu waren noch die Pfau-Nachfolger Helmut Schneider und Hermann Lindemann als zweiter und dritter Trainer im Einsatz. Als sich der BVB 1969/70 unter Lindemann auf den fünften Rang nach vorne schob, kam Heeren auf acht Einsätze und erzielte zwei Tore. Die Stammplätze im Mittelfeld belegten die Konkurrenten Dieter Kurrat, Reinhold Wosab, Willi Neuberger und Jürgen Schütz. Nach zwei Spielzeiten und neun Einsätzen zog es Heeren weiter zum TSR Olympia Wilhelmshaven in die zweitklassige Regionalliga Nord.
Mit seinem ehemaligen Oldenburger Mannschaftskameraden Helmut Mrosla als Trainer, reichte es für die Jadestädter 1970/71 zum sechsten Platz in der Regionalliga Nord. Heeren hatte an der Seite von Mitspielern wie Uwe Reese (Torhüter), Lothar Lazar, Hans-Hermann Mindermann, Werner Marienfeld, Werner Schaar und Norbert Irtel in 25 Ligaeinsätzen vier Tore erzielt. Sein letztes Regionalligaspiel bestritt er am 25. Februar 1973 beim 4:2-Heimerfolg gegen den VfB Oldenburg, wo er als Mittelstürmer ein Tor erzielte. Insgesamt hat Helmut „Pico“ Heeren von 1964 bis 1973 in der damals zweitklassigen Fußball-Regionalliga 154 Spiele absolviert und 40 Tore erzielt.
Von Wilhelmshaven ging es 1973 zu seinem Heimatverein Eintracht Bremen.
Helmut Heeren erkrankte nach Beendigung seiner Fußballkarriere an Krebs, weswegen er 1999 verstarb.